# Thomas W. Gabrielsson
Thomas W. Gabrielsson, ursprungligen Thomas Mikael Waern, född 29 juni 1963 i Älvsborgs kyrkobokföringsdistrikt i Göteborg, är en svensk skådespelare, verksam i Sverige och Danmark.

## Biografi
Gabrielsson föddes i Göteborg 1963. Familjen flyttade till Skåne när Gabrielsson var ung och han växte upp i Helsingborg och Bjuv.
Genom dramapedagogen Torbjörn Klassons försorg kom Gabrielsson i kontakt med teatern redan som tonåring under skolåren i Bjuv, men fick av Klasson rådet inte söka in till scenskolan innan han skaffat sig utbildning och haft andra yrken. Gabrielsson utbildade sig därefter till kock och arbetade som sådan på färjan mellan Varberg och Grenå.
I mitten av 1980-talet flyttade Gabrielsson även till Danmark. Efter att ha arbetat en tid som kock sökte Gabrielsson till och kom in på en scenskola utanför Rom i Italien. Han studerade där under tre års tid, och flyttade sedan tillbaka till Danmark.
Efter scenskolan arbetade Gabrielsson till en början som scenskådespelare, och var bland annat med och startade Theater La Balance, som senare blev nationalensemble för barn- och ungdomsteater i Danmark. Gabrielsson spelade bland annat i 150 föreställningar av dramatiseringen av Jan Guillous Ondskan.
Gabrielsson gjorde sin filmdebut 2001 i den danska filmen En kærlighedshistorie. Han gjorde sig kanske framför allt känd för en bredare svensk och dansk TV-publik genom sin medverkan i TV-serierna Mordkommissionen (2002), Örnen (2004) och Livvakterna (2009).
För en internationell publik är han kanske framför allt känd för filmen A Royal Affair (2012) och TV-serien The Last Kingdom (2015). Gabrielsson nominerades i kategorin Bästa biroll vid Bodilgalan 2013 för sin insats i A Royal Affair.

## Filmografi (i urval)
- 2000 – Sidste brev fra Stalingrad
- 2001 – En kærlighedshistorie
- 2001 – Hotellet (TV-serie)
- 2002 – Mordkommissionen (TV-serie)
- 2003 – Rembrandt
- 2004 – Försvarsadvokaterna (TV-serie)
- 2004 – Örnen (TV-serie)
- 2006 – Wallander – Fotografen
- 2006 – Nynne (TV-serie)
- 2006 – Hipp Hipp! (TV-serie)
- 2007 – Isprinsessan
- 2007 – Arn – Tempelriddaren
- 2009 – Johan Falk – Vapenbröder
- 2009 – Livvakterna (TV-serie)
- 2010 – Maria Wern - Alla de stillsamma döda (TV-serie)
- 2011 – Gynekologen i Askim (TV-serie)
- 2012 – A Royal Affair
- 2012 – Äkta människor (TV-serie)
- 2013 – Skumtimmen
- 2015 – The Last Kingdom (TV-serie)
- 2018 – Bron (TV-serie)
- 2018 – Det som göms i snö (TV-serie)
- 2021 – Drottning Margareta
- 2021 – Marcoeffekten
- 2023 – Bastarden